# Faisceau Lorenz
Le faisceau Lorenz (Lorenz beam) est un système radio de navigation aérienne destiné à l'atterrissage sans visibilité et qui était en usage à partir de la fin des années 1930. Avant la Seconde Guerre mondiale les Allemands avaient déployé le système Lorenz d'aide à l'atterrissage sans visibilité dans de nombreux terrains d'aviation et avaient équipé la plupart de leurs bombardiers de l'équipement radioélectrique nécessaire. Le système tient son nom de la société qui le produisait. Chez Lorenz il était plus simplement nommé Ultrakurzwellen-Landefunkfeuer (radiobalise pour l'atterrissage à ondes ultracourtes). Avant la guerre le système Lorenz équipait des aéroports civils hors d'Allemagne.

## Vue d'ensemble
Un système de navigation pour l'approche sans visibilité est développé dès 1932 par le docteur E. Kramar de la société Lorenz. Il est adopté par la Lufthansa en 1934 et vendu à travers le monde. La société Lorenz est fondée en 1880 par Carl Lorenz et fait aujourd'hui partie du groupe ITT.
Le faisceau Lorenz utilise uniquement un émetteur radio opérant sur 38 MHz et trois antennes disposées selon une ligne parallèle à l'extrémité de la piste. Le faisceau Lorenz émet un faisceau plus étroit à deux lobes que celui qu'on obtiendrait avec une antenne réseau.
L'antenne du centre est alimentée en permanence alors que les deux autres sont alimentées alternativement. Avec deux antennes alimentées seulement, la présence de la troisième déforme le lobe et lui donne une forme de « rein » centré sur l'une des antennes latérales. Lorsque c'est l'antenne de gauche qui est commutée elle envoie une série de « points » de ¹/8e de seconde répétés toutes les secondes. Lorsque l'antenne de gauche est coupée et que c'est celle de droite qui est en service, elle envoie une série de « traits » de ⁷/8e de seconde. Le signal peut être reçu à une distance de 30 km de la piste.

Le faisceau Lorenz.

Un avion en approche règle son récepteur radio sur la fréquence du système et écoute le signal. S'il entend des points il sait qu'il n'est pas dans l'axe de la piste mais sur la gauche (dot-sector) et il oblique sur la droite pour se centrer sur la piste. Si, en revanche, il entend des traits (dash-sector), c'est qu'il est trop à droite et qu'il doit infléchir sa route sur la gauche. Lorsque l'avion est bien dans l'axe de la piste, les deux secteurs se superposent et les signaux s'imbriquent les uns dans les autres, si bien qu'on entend un signal continu ou « équisignal ».
Deux petites radiobalises font également partie du système, une à 300 m de l'extrémité de la piste, la HEZ et l'autre à 3 km, la VEZ. Leur fréquence d'émission est également de 38 MHz et elles sont modulées respectivement à 1 700 et 700 Hz. Ces signaux sont émis vers le haut et peuvent être entendus un bref instant lorsque l'avion survole les balises. Pour faire son approche l'avion doit voler à une altitude publiée et utiliser le faisceau principal pour se mettre dans l'axe de la piste. Quand il passe à la verticale du VEZ il commence son alignement de descente et poursuit ou abandonne l'atterrissage selon qu'il peut voir ou non la piste en passant à la verticale du HEZ.
Le système Lorenz permet la descente d'un avion le long d'une ligne avec une précision suffisante pour lui permettre de trouver la piste visuellement dans des conditions météo très mauvaises. Cependant, ce système nécessite une veille radio constante de la part du pilote alors qu'il doit aussi contacter la tour de contrôle. Pour rendre le pilotage plus aisé, Lorenz développe par la suite un système qui « écoute » le signal et le restitue au pilote sous la forme d'une flèche qui pivote pour indiquer la direction vers laquelle il faut se diriger pour croiser l'axe de la piste. Cet afficheur possède également des voyants qui indiquent au pilote lorsqu'il passe au-dessus des  balises VEZ et HEZ.
Le système Lorenz est semblable au système de guidage radio équisignal Diamond-Dunmore mis au point par le Bureau des standards des États-Unis au début des années 1930.

## Bombardement sans visibilité
Au cours de la Seconde Guerre mondiale le principe du faisceau Lorenz est utilisé en Allemagne par la Luftwaffe et est à la base de plusieurs systèmes d'aide au bombardement, par exemple le Knickebein (crooked leg) et le X-Gerät, utilisés pour l'offensive contre les villes britanniques durant l'hiver 1940/1941. Le X-Gerät est très semblable au faisceau Lorenz à part quelques améliorations permettant un faisceau plus étroit et de plus longue portée. Comme il utilise la même fréquence, les bombardiers peuvent utiliser les mêmes récepteurs, encore qu'un deuxième récepteur restait nécessaire pour ne déterminer qu'une seule cible par lever de doute.
Ces systèmes mettent en œuvre des faisceaux croisés ayant les mêmes caractéristiques, mais des fréquences différentes qui permettent au pilote de calculer sa vitesse (en mesurant le temps de parcours entre le passage dans le faisceau avancé et dans le faisceau principal) et indiquent quand le pilote doit larguer sa charge. Le calcul est effectué de façon électromécanique.
Un inconvénient important du système est que le bombardier doit suivre une route fixe entre l'émetteur du faisceau et son objectif, si bien que sur la route du retour tous les moyens antiaériens peuvent être mis en œuvre en attendant son passage.
Par la suite Lorenz modifie ce système pour créer le système de guidage latéral Viktoria/Hawaï destiné au V2.

## Brouillage par les alliés
Quand les alliés ont eu connaissance de l'existence du système Knickebein il l'ont rapidement brouillé, quoique le X-Gerät n'ait pas trop mal résisté. Plus tard, les Allemands perfectionnent la technique avec les modifications Baedeker et Taub qui utilisent des modulations ultrasoniques. Ce système est brouillé si rapidement que les Allemands abandonnent pratiquement la technologie des faisceaux pour les bombardements excepté le système FuGe 25A qui a été en service un court moment à la fin de l'Opération Steinbock connue sous le nom de « baby blitz ».

## Précision technique
La raison pour laquelle la technologie du recouvrement des faisceaux de Lorenz est incontournable, est que la finesse d'un faisceau n'augmente que de façon quasi-logarithmique avec la taille du réseau d'antennes qui l'émet. La fonction est régie par une loi des rendements décroissants si bien que pour obtenir que la finesse obtenue par une seule émission puisse rivaliser avec le système Lorenz (environ 1 km d'ouverture à 200 km de la source) la dimension de l'antenne devrait avoir une taille tout à fait prohibitive.